# كلود غراي
كلود غراي (بالإنجليزية: Claude Gray)‏ هو كاتب أغاني أمريكي، ولد في 26 يناير 1932 في هندرسون في الولايات المتحدة.

## وصلات خارجية
- كلود غراي على موقع IMDb (الإنجليزية)
- كلود غراي على موقع ميوزك برينز (الإنجليزية)
- كلود غراي على موقع أول ميوزيك (الإنجليزية)
- كلود غراي على موقع ديسكوغز (الإنجليزية)
- الموقع الرسمي